# Stilla nätter
Stilla nätter är en låt av Lustans Lakejer skriven av Johan Kinde och Tom Wolgers. Den utgavs som singel på Stranded Rekords 1981 med instrumentallåten Vår man i Mockba på b-sidan.
Stilla nätter blev Lustans Lakejers första singelhit och innebar gruppens publika genombrott. Singeln sålde 1981 i åtta tusen exemplar, vilket ansågs vara mycket för en singelskiva.
Stilla nätter togs senare med i en något längre version på Lustans Lakejer andra album Uppdrag i Genève från 1981. Båda låtarna från singeln finns med på samlingsalbumet Raffel i Rangoon från 1993.

## Låtförteckning
7" vinyl Stranded Rekords REK 012 1981
1. Stilla nätter – 3.59
2. Vår man i Mockba – 3.20